# Hold Up (chanson)
Hold Up est le 3e single officiel de Lemonade, album visuel de Beyoncé. Il sort en 2016, et s'accompagne d'un clip spectaculaire, dans lequel la chanteuse, armée d'une batte de baseball, détruit les objets l'entourant. Celui-ci est dévoilé pour son 35e anniversaire.
Dans la chanson, Beyoncé évoque « son amour pour son partenaire » et le thème de la fidélité.